# Zhoucun (ort i Kina)
Zhoucun är en ort i Kina. Den ligger i provinsen Shandong, i den östra delen av landet, omkring 75 kilometer öster om provinshuvudstaden Jinan. Antalet invånare är 122 402.
Runt Zhoucun är det tätbefolkat, med 982 invånare per kvadratkilometer. Det finns inga andra samhällen i närheten. Trakten runt Zhoucun består till största delen av jordbruksmark.
Genomsnittlig årsnederbörd är 818 millimeter. Den regnigaste månaden är juli, med i genomsnitt 300 mm nederbörd, och den torraste är januari, med 6 mm nederbörd.